# Dolmen de Bramonas
Le dolmen de Bramonas, appelé aussi dolmen du Lieuran ou dolmen de Coyouga, est un dolmen situé sur le causse de Sauveterre, sur le territoire de la commune de Balsièges, dans le département de la Lozère en France.

## Description
Le côté nord de la chambre (4,80 m de long) est délimité par trois orthostates et le côté sud par une grande dalle de 3 m, une seconde dalle de 0,90 m de long et un muret en pierres sèches sur 1 m de longueur. La chambre mesure 1,20 m de large et ouvre à l'ouest. La hauteur sous dalle varie de 0,55 à 0,80 m. La table de couverture mesure 3,30 m de long sur 2,80 m au plus large et environ 0,40 m d'épaisseur, elle ne recouvre pas totalement le dolmen. Son poids est estimé à près de 8 tonnes.

## Matériel archéologique
Le matériel archéologique découvert dans le dolmen est constitué d'une pierre discoïde percée naturellement et d'une hache en pierre polie. Ce matériel a été déposé au Musée d'Archéologie nationale en 1877. 